# هينينج ينسن (لاعب)
هينينج ينسن (بالدنماركية: Henning Jensen)‏ (و. 1949 – 2017 م) هو لاعب كرة قدم، من الدنمارك، يلعب كمهاجم، توفي عن عمر يناهز 68 عاماً.

## نبذه
كلاعب كرة قدم، لعب هينينج ينسن خلال السبعينيات مع أفضل اللاعبين. تم اكتشافه عندما كان يبلغ من العمر 22 عامًا. كان في ذلك الوقت لاعب في الدوري الدنماركي في مسقط رأسه نوسونبي. ولكن بعد ذلك سارت الأمور بسرعة وتم اختياره كلاعب وسط للمنتخب الدنماركي دون أن يلعب أي مباراة تجريبية
وقد تم بيعه إلى نادي بوروسيا مونشنغلادباخ الألماني الكبير، حيث لعب مع ألان سيمونسن، ومع بعض أكبر النجوم الألمان في ذلك الوقت مثل يوب هاينكس وجونتر نيتزر، وحصل مع الفريق على بطولتين ألمانيتين ولقب كأس وانتصار في كأس الاتحاد الأوروبي. ومن ثم انضم لنادي ريال مدريد وحقق هينينج ينسن نجاحًا كبيرًا في بطولتين إسبانيتين، وأصبح لاعبًا محبوبًا في نادي العاصمة
ثم انتقل إلى أياكس أمستردام، حيث تحصل أيضًا على بطولة هولندية، وبالتالي حقق هينينج ينسن بطريقة غير عادية للغاية الفوز بالبطولات الألمانية والإسبانية والهولندية دون أن يخوض أي مباراة مع الاندية الدنماركية. ومع ذلك، فقد حصل عليها في النهاية في آرهوس جمناستيك فورينينغ عندما عاد إلى وطنه في الدنمارك. ولعب أخيرًا على أعلى مستوى على الأراضي الدنماركية، لكنه لم يحصل على أي بطولة.

## وفاته
انتهت المسيرة حيث بدأ كل شيء، في نوسونبي. كان في المنتخب الوطني من 1972 إلى 1980م، حيث لعب 21 مباراة سجل فيها تسعة أهداف. وعندما كان على اتحاد الدنمارك لكرة القدم في عام 2006م تم تسميتة أفضل لاعب كرة قدم دنماركي على الإطلاق، كان هينينج ينسن من بين ثمانية مرشحين.وبعد صراع قصير مع مرض السرطان. توفي وهو يبلغ من العمر 68 عامًا.

## روابط خارجية
- هينينج ينسن على موقع الاتحاد الأوربي (الإنجليزية)
- هينينج ينسن على موقع قاعدة بيانات كرة القدم.إي يو (الإنجليزية)
- هينينج ينسن على موقع بيانات كرة القدم. دي إي (الألمانية)
- هينينج ينسن على موقع ناشيونال فوتبول تيمز (الإنجليزية)
- هينينج ينسن على موقع عالم كرة القدم.نت (الإنجليزية)